# Francis Beaumont
Francis Beaumont, född 1584 i Leicestershire, död 6 mars 1616 i London, var en engelsk dramatiker.

## Biografi
Beaumont skrev 1606-1613 tillsammans med John Fletcher en rad sentimentala komedier och tragikomedier. Traditionen förmäler, att Fletcher var den uppfinningsrikare av dem och att Beaumont däremot hade större förtjänst om plananläggning och utförande. I allmänhet tjänade Shakespeare som deras förebild, och de sattes av sina samtida till och med över denne skald. Deras arbeten utmärker sig för övrigt genom yppig fantasi och god teknik.

## Pjäser (i urval)
- The maides tragedy
- A king and no king
- Phylaster
- The knight of the burning pestle